# Кладбище Монмартр
Кладбище Монмартр (фр. Cimetière de Montmartre), официально известное как «Cimitière du Nord» — кладбище на севере Парижа, в 18-м муниципальном округе. Открыто 1 января 1825. Является историческим памятником.
Сегодня кладбище Монмартр насчитывает 20 000 могил. Ежегодно проводятся около 500 захоронений.

## История
Кладбище было открыто 1 января 1825 года на месте заброшенного карьера, где раньше добывался гипс. Данный карьер использовался в качестве братской могилы во времена Французской революции. Первоначально кладбище было известно как Кладбище больших карьеров (фр. Cimetière des Grandes Carrières). Позднее его переименовали в Кладбище белого барьера (фр. Cimetière de la Barrière Blanche). Затем оно получило своё нынешнее название.

## Территория
Расположено в 18-м муниципальном округе. Построено ниже уровня улицы. Площадь кладбища составляет почти 11 гектаров. На территории кладбища находится более 700 деревьев из 38 пород. На кладбище есть только один вход — на авеню Рашель.

## Галерея
- Могила Берлиоза
- Кенотаф Эмиля Золя
- Могила Вацлава Нижинского
- Медальон работы Давида д'Анже на могиле Стендаля
- Могила Андре-Мари Ампера и его сына